# Chromonephthea braziliensis
Chromonephthea braziliensis is een zachte koraalsoort uit de familie Nephtheidae. De koraalsoort komt uit het geslacht Chromonephthea. Chromonephthea braziliensis werd in 2005 voor het eerst wetenschappelijk beschreven door van Ofwegen. 